# Union (Washington)
Pour les articles homonymes, voir Union.
Union  est une census-designated place américaine de l'État de Washington dans le comté de Mason. 
La population était de 631 habitants en 2010.